# Lăzești (Vadu Moților), Alba
Lăzești este un sat în comuna Vadu Moților din județul Alba, Transilvania, România. La recensământul din 2002 avea o populație de 45 locuitori.

## Lăcașuri de cult
- Biserica din lemn „Sfinții Arhanghelii Mihail și Gavriil" din sec. XV-XVI, cu picturi interioare (monument istoric). Ușa de la intrare este dintr-o singură bucată de lemn; ca ornament are un brâu din lemn sub formă de funie răsucită.